# Belonogaster tessmanni
Belonogaster tessmanni är en getingart som beskrevs av Schulthess 1910. Belonogaster tessmanni ingår i släktet Belonogaster och familjen getingar. Inga underarter finns listade.